# Aneta Górnicka-Boratyńska
Aneta Górnicka-Boratyńska (ur. 1971) – polska pisarka, dziennikarka, polonistka, krytyczka literacka i feministka.

## Życiorys
Doktoryzowała się na Uniwersytecie Warszawskim, napisała pracę o polskich emancypantkach Stańmy się sobą. Publikowała w takich czasopismach jak Ex Libris, Gazeta Wyborcza, Polityka, Res Publica Nowa, Wysokie Obcasy.
Mieszka w Brukseli.

## Książki
- Stańmy się sobą. Cztery projekty emancypacji (1863-1939), Świat Literacki 2001, ISBN 83-88612-20-4 II wyd. Wydawnictwo Czarna Owca,  Warszawa 2018, ISBN 978-83-8143-014-2
- Chcemy całego życia, Fundacja Res Publica, Warszawa 1999. ISBN 83-910975-2-8  II wyd. Chcemy całego życia. Antologia polskich tekstów feministycznych z lat 1870-1939, Wydawnictwo Czarna Owca, Warszawa 2018, ISBN 978-83-8143-055-5
- Zielone pomarańcze, czyli PRL dla dzieci, Wydawnictwo Ezop, Warszawa 2010, ISBN 978-83-89133-51-9